# Amstel Curaçao Race 2005
Op 5 november 2005 werd de 4e editie van de Amstel Curaçao Race verreden. De wedstrijd, die 73,6 kilometer lang was, werd gewonnen door de Belg Tom Boonen. 

## Uitslag (top 10)
| rang | renner              | land      | ploeg                  |
| ---- | ------------------- | --------- | ---------------------- |
| 1    | Tom Boonen          | België    | Quick Step             |
| 2    | Paolo Savoldelli    | Italië    | Discovery Channel      |
| 3    | Pieter Weening      | Nederland | Rabobank               |
| 4    | Sebastian Langeveld | Nederland | Van Vliet EBH Elshof   |
| 5    | Thomas Dekker       | Nederland | Rabobank               |
| 6    | Erik Dekker         | Nederland | Rabobank               |
| 7    | Bart Brentjes       | Nederland | Giant Asia Racing Team |
| 8    | Ron Vroom           | Nederland | Dasia                  |
| 9    | Barry Bakker        | Nederland | Kooyman Techniek       |
| 10   | Johan Vansummeren   | België    | Davitamon-Lotto        |